# Екатерининская гавань
Екатерининская гавань (до 1764 года — Корабельная, Корабельное Урочище) — узкая, хорошо защищённая бухта Северного Ледовитого океана, расположенная между Екатерининским островом и берегом материка. Незамерзающий военно-морской порт.

## Описание
Расположена в северо-западной части Мурманской области на выходе из Кольского залива между берегами Екатерининского острова и материка. Имеет длину до 4 км, ширину — около 1,5 км. Бухта глубиной от 4 до 50 метров практически не замерзает в зимнее время, в сильные морозы может покрываться 5-сантиметровым слоем льда.

## Гавань до XIX века
Бухта известна ещё с XVI века как место стоянки русских промысловых судов. В 1723 году в ней была создана база казённого Кольского китоловства. В этот период были построены пристань, верфь, склады, жилые помещения и т. д.
В период русско-шведской войны 1741—1743 годов Екатерининская (тогда ещё — Корабельная) гавань использовалась как место стоянки русских военных судов «Леферм», «Счастие», «Фридемакер» (по 66 пушек), «Исаакий» и «Пантелеймон» (по 54 пушки), «Аполлон» (32 пушки) под командованием капитана В. Ф. Льюиса. В это время в гавани были выстроены две казармы и госпиталь, а также служебные постройки.
В 1764 году русским мореплавателем Василием Яковлевичем Чичаговым бухта была переименована в Екатерининскую гавань. По одним данным, своё новое название она получила в честь императрицы Екатерины II, по другим — в честь жены Петра I Екатерины I.
В 1802—1813 годах в гавани располагались пристани Беломорской торговой компании. А в 1880-х годах здесь оставались на зимовку суда Товарищества Архангельско-Мурманского срочного пароходства.

## Проект строительства военно-морского порта

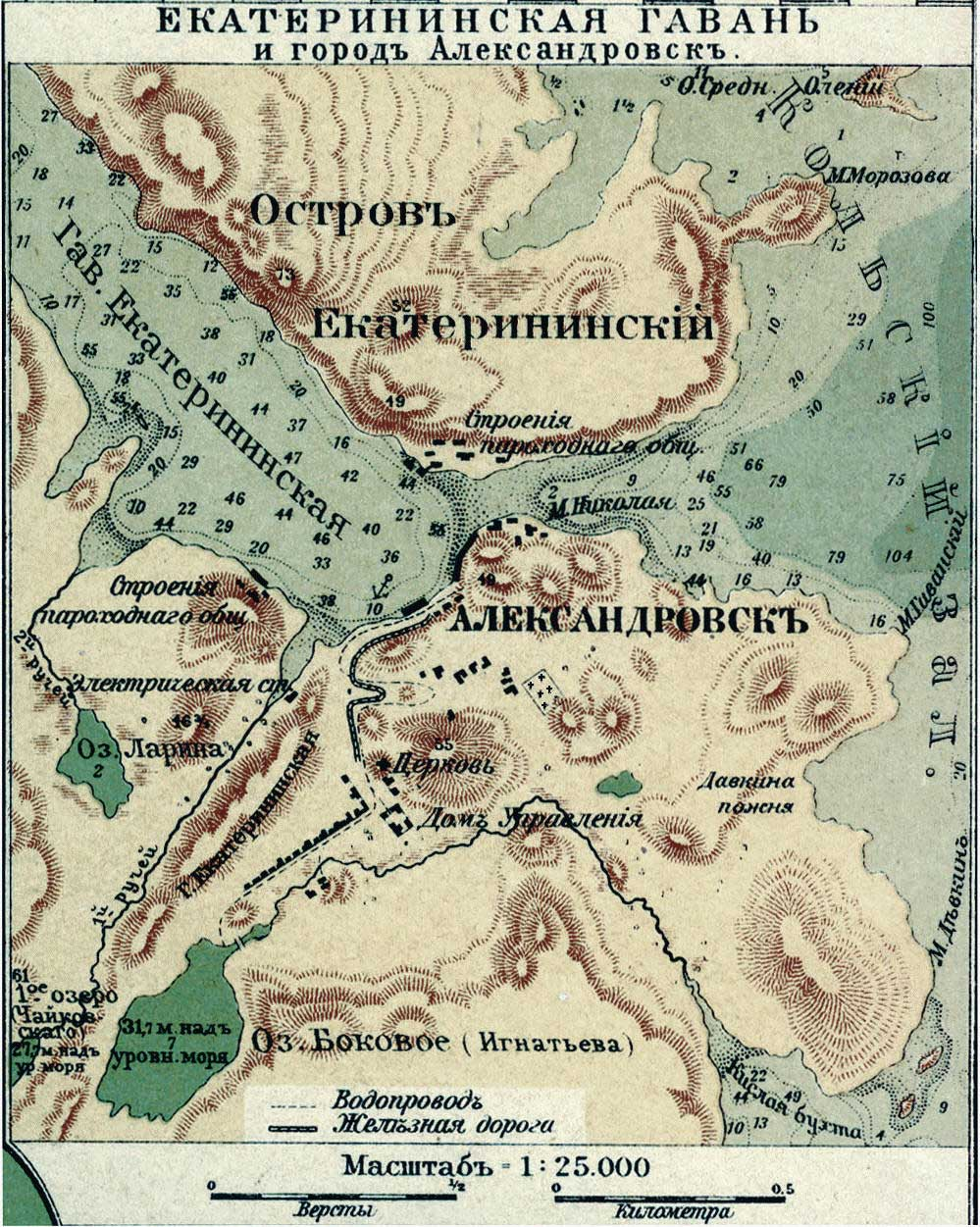
Екатерининская гавань и город Александровск в настольном атласе А. Ф. Маркса, 1903 год

В конце 80-х годов XIX века у России появилась потребность в строительстве на Баренцевом море незамерзающего порта. Причиной такого решения Морского ведомства Российской империи послужило активное развитие германского флота и ожидание окончания сооружения немцами Кильского канала, соединившего Балтийское и Северное моря, а также невозможность в зимнее время осуществить вывод судов из Финского залива в случае войны с Великобританией.
В 1894 году с целью поиска места для строительства незамерзающего порта граф Сергей Юльевич Витте, занимавший в то время пост министра финансов Российской империи, направился в путешествие по приморским районам Архангельской губернии и определил местом строительства Екатерининскую гавань. Об увиденном он позже написал в своих воспоминаниях: «Такой грандиозной гавани я никогда в своей жизни не видел; она производит ещё более грандиозное впечатление, нежели Владивостокский порт и Владивостокская гавань».
По результатам посещения Кольского полуострова граф Витте предложил Александру III построить в Екатерининской гавани военно-морскую базу, а также провести железную дорогу и построить электростанцию. Его проект был позже отклонён императором Николаем II, что министр счёл «злополучным решением», «несчастным» и «легкомысленным» шагом.
Однако после отказа императором в строительстве военно-морского порта в мурманских землях граф Витте внёс на Государственный совет Российской империи следующее предложение: «В видах правильного развития нашей торговли на Севере и ослабления её зависимости от иностранных купцов, следует безотлагательно приступить к устройству на Мурманском берегу удобного для стоянки судов коммерческого порта, который вместе с тем служил бы и административным центром». Предложение было одобрено 8 апреля 1896 года. Таким образом, было принято решение о строительстве коммерческого порта и уездного города Александровска-на-Мурмане (ныне — город Полярный) на берегу Екатерининской гавани.

## Строительство коммерческого порта и уездного города

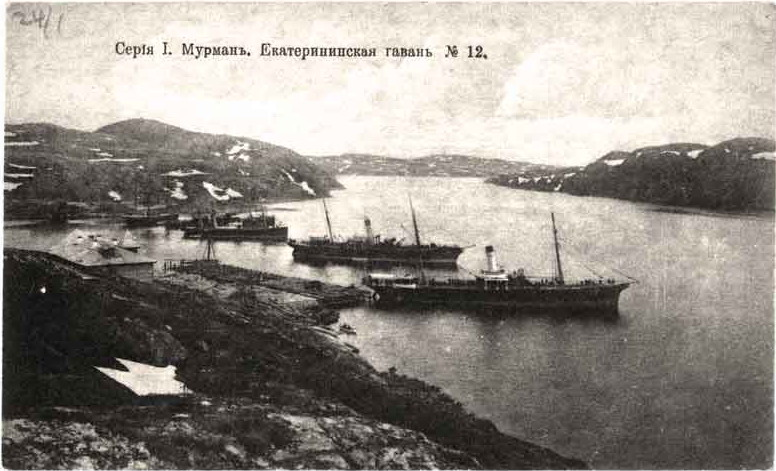
Екатерининская гавань. Начало XX века

На строительство коммерческого порта и уездного города из российской казны императором Николаем II было выделено 400 тысяч рублей. Руководителем работ государь назначил архангельского губернатора Александра Платоновича Энгельгардта, само же производство работ было поручено строительному отделу архангельской губернской администрации.
Летом 1896 года норвежский инженер Ульсен и бригада его рабочих начали планировку местности и подготовительные работы по возведению портовых и городских построек. В первую очередь они застроили несколько площадок в 300—400 метрах от моря. В период с 1896 по 1898 год подрядчиками были проведены основные строительные работы по сооружению порта, оборудованного передовой по тем временам техникой. Береговая часть порта была выровнена и облицована камнем, для швартовки крупных кораблей была устроена пристань, соединённая со складскими помещениями, пожарным обозом, бассейном пресной воды и железной дорогой. Параллельно портовым постройкам было сооружено 600-метровое шоссе.
Кроме порта на берегу Екатерининской гавани были возведены помещения для Мурманской научно-промысловой экспедиции, созданной в 1897 году Комитетом помощи поморам Русского Севера. Экспедиция была организована с целью изучения флоры и фауны Баренцева моря. В 1899 году сюда была переведена Соловецкая биологическая станция, получившая новое название — Мурманская биологическая станция.
Строительство самого города было совершено в кратчайшие сроки — в течение трёх лет. Официальное открытие города, названного в честь Александра III — Александровск-на Мурмане, было произведено 24 июня 1899 года в присутствии великого князя Владимира Александровича.

## Образование военно-морской базы Северного флота

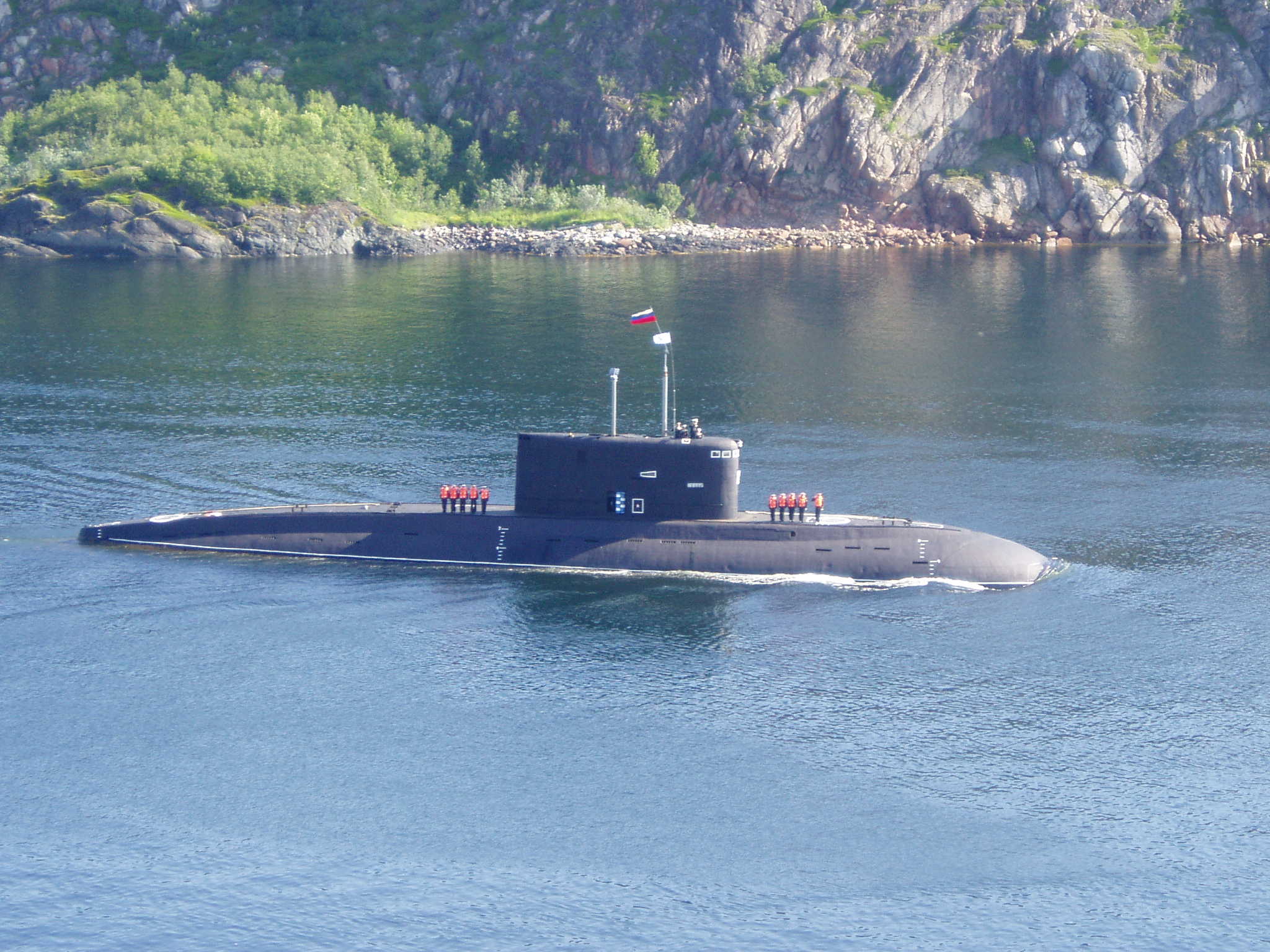
Подводная лодка Б-402 «Вологда» в гавани на день ВМФ

В 1916—1917 годах в бухте располагалась база обороны судов Кольского залива. А с 1933 года, после посещения Сталиным и партийно-правительственной комиссией, утвердившей город Полярный в качестве пункта базирования Северной военной флотилии, Екатерининская гавань стала базой надводных и подводных кораблей.
Большую роль сыграла военно-морская база в Великой Отечественной войне: из Екатерининской гавани отправлялись на боевые задания подводные лодки, из гарнизона, расположенного на берегу залива, производилась координация действий по сопровождению судов союзников. В европейской части Советского Союза этот военно-морской порт стал одним из немногих, не захваченных даже на короткое время.
В послевоенное время в Екатерининской гавани базировались бригады дизель-электрических подводных лодок.
11 января 1962 года в Екатерининской гавани пункта базирования Полярный на дизель-электрической подводной лодке Б-37 произошёл взрыв. Погибли 59 человек. В результате взрыва была повреждена и затонула находившаяся рядом подлодка С-350, на ней погибло 11 человек.